# Alpine (Texas)
Alpine és una població dels Estats Units a l'estat de Texas. Segons el cens del 2000 tenia 5.786 habitants.

## Demografia
Segons el cens del 2000, Alpine tenia 5.786 habitants, 2.429 habitatges, i 1.435 famílies. La densitat de població era de 547,5 habitants/km².
Dels 2.429 habitatges en un 28,7% hi vivien nens de menys de 18 anys, en un 43,7% hi vivien parelles casades, en un 11,8% dones solteres, i en un 40,9% no eren unitats familiars. En el 34,3% dels habitatges hi vivien persones soles el 13,1% de les quals corresponia a persones de 65 anys o més que vivien soles. El nombre mitjà de persones vivint en cada habitatge era de 2,34 i el nombre mitjà de persones que vivien en cada família era de 3,04.
Per edats la població es repartia de la següent manera: un 24,3% tenia menys de 18 anys, un 14,1% entre 18 i 24, un 26% entre 25 i 44, un 20,8% de 45 a 60 i un 14,9% 65 anys o més.
L'edat mediana era de 34 anys. Per cada 100 dones de 18 o més anys hi havia 90,4 homes.
La renda mediana per habitatge era de 23.979$ i la renda mediana per família de 31.658$. Els homes tenien una renda mediana de 27.720$ mentre que les dones 19.575$. La renda per capita de la població era de 13.587$. Aproximadament el 15,5% de les famílies i el 20,9% de la població estaven per davall del llindar de pobresa.

## Poblacions més properes
El següent diagrama mostra les poblacions més properes.